# Judíos en Chile
La presencia de judíos en Chile se remonta a la llegada de los primeros conquistadores españoles al territorio nacional a partir del siglo XVI. Actualmente, la comunidad judía de Chile procede, principalmente, de las inmigraciones ocurridas en los siglos XIX y XX, en su mayoría de asquenazíes.
Según algunas estimaciones, cerca de 28 000 chilenos se reconocen como judíos practicantes, siendo así una minoría religiosa en el país; mientras, habría una descendencia estimada de entre 150 000 a 175 000 personas, incluyendo a judíos étnicos que no practican el judaísmo, siendo la cuarta comunidad judía más grande de América Latina tras Argentina, Brasil y México.

## Historia

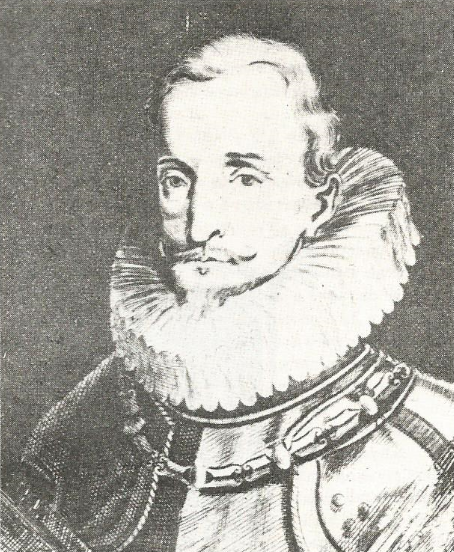
Diego García de Cáceres (1517-1586), conquistador español de origen judío sefardí.

### Judíos en la conquista de Chile
Los primeros judíos llegaron a Chile a mediados de 1535 junto con los conquistadores españoles. Se trataba de judíos conversos al catolicismo pues, en la época de la Inquisición, debían ocultar en vida su origen hebreo. La mayor parte de esta inmigración ocurrió en los primeros años de la conquista, escapando de la persecución religiosa en España, ya que en América aún no se instalaba el tribunal de la Inquisición. Entre estos casos se encuentran el teniente general de la expedición de Diego de Almagro,[cita requerida] Rodrigo de Orgoños u Orgónez, hijo de un zapatero judío nacido en la villa de Oropesa; Don Alonso de Arévalo,  de la Aljama de Alcalá de Henares, que mutó su apellido a Briceño para poder pasar a Indias junto a su hermano Agustín, quienes fuesen de los primeros vecinos fundadores de Santiago, así también los gobernadores de Chile Francisco de Villagra, nieto de la judía Isabel Mudarra, y Diego García de Cáceres, natural de Plascencia amigo fiel y albacea testamentario del fundador de Santiago, Pedro de Valdivia. Es descendiente de este conquistador José Miguel Carrera.
En la época colonial, dos de los más destacado personaje de origen judío en Chile fueron el médico cirujano Francisco Maldonado da Silva, uno de los primeros directores del Hospital San Juan de Dios, y el Sacerdote Franciscano Fray Alonso de Arévalo Briceño, Obispo de Santiago de Chile y Obispo de Nicaragua, teólogo y filósofo muy enterado de su origen. El Dr. Maldonado fue acusado al Tribunal de la Santa Inquisición por sus hermanas, devotas cristianas, de intentar convertirlas al judaísmo, Maldonado se declaró abiertamente judío, lo que le valió la condena a ser quemado vivo en 1639, mientras tanto que Briceño, como escotista, consideró la filosofía religiosa como un medio de acercamiento a Dios por sobre la institución religiosa, sin tener que alejarse del catolicismo. Durante este periodo, llegó un número importante de familias enteras de criptojudíos, personas que «se convertían» al catolicismo públicamente pero en privado seguían siendo judíos. No obstante, la mayoría de esos inmigrantes y los del siglo XIX se asimilaron. La comunidad judía se organiza como tal en 1906.

### Inmigración Judía en elsigloXIX
A partir de 1840, décadas después de la abolición de la Inquisición en Chile, comenzó la inmigración judía a Chile. En Valparaíso, se instalaron los primeros judíos europeos, en especial alemanes y franceses. Entre ellos, destacó Manuel de Lima y Sola, quien se transformó en uno de los socios fundadores del Cuerpo de Bomberos de Valparaíso en 1851 y en uno de los fundadores de la masonería chilena al crear la primera logia francmasónica, la «Unión Fraternal», dos años después.
De allí en adelante, la presencia  de este grupo se expandió por Santiago, Valdivia, Osorno, Puerto Montt, Temuco, La Unión, Concepción e incluso Atacama, donde llegaron atraídos por el negocio de las minas y el comercio. Tras la ocupación de la Araucanía con la cesión de territorios por el Estado chileno para la colonización europea, algunas familias judías de origen alemán llegaron a fundar la localidad de Contulmo (actualmente en la provincia de Arauco, Región del Biobío), junto con otros colonizadores alemanes y suizos de origen cristiano. Estos judeoalemanes llegados entre 1885 y 1890, a diferencia de olas posteriores de migración, no lo hicieron por causas religiosas y convivieron sin problemas con los otros inmigrantes radicados en Contulmo.

### Inmigración de judíos de Europa Oriental

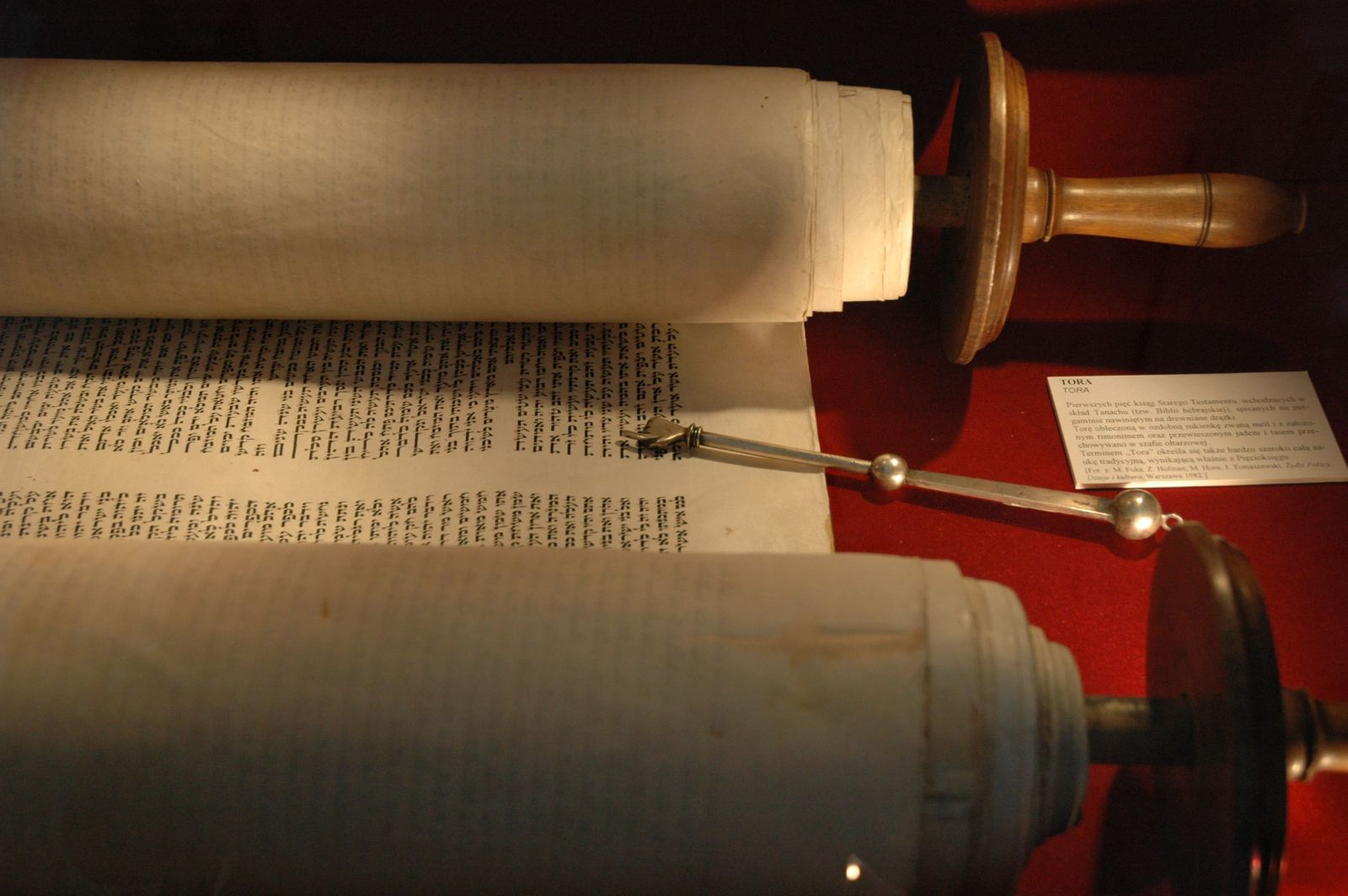
Rollos de la Torá.

Desde fines del siglo XIX hasta la década de 1930, se produjo una importante inmigración de judíos sefardíes procedentes del desmembrado Imperio otomano, lo que permitió la creación de una comunidad judíochilena como colectividad. Desde aquellos años, comenzaron a llegar también judíos que huían de las políticas antisemitas de la Rusia zarista, quienes se instalaron principalmente en Santiago y el sur del país. En 1903, se abrió en la capital chilena "La casa rusa", uno de los primeros y más famosos negocios de estos nuevos inmigrantes.
En aquellos años, se produjo una inmigración espontánea de judíos sefarditas en la Araucanía, provenientes de la ciudad de Monastir (actual Bitola, Macedonia del Norte), cuando ésta aún formaba parte del Imperio otomano. Comenzó con la llegada de un sastre a la ciudad de Temuco, llamado Alberto Levy, y otro puñado de personas, quienes llevarían noticias a sus conocidos de Monastir de esta ciudad fundada hacía pocos años.
El estallido de la Primera Guerra de los Balcanes en 1912 desencadenó un éxodo de judíos sefarditas de la zona, incrementando la migración. Según el censo de 1907, había 14 familias judías en Temuco, mientras que en 1920 había 300 familias procedentes de Monastir, las cuales ya habían creado diversas organizaciones sociales, tales como el «Centro Macedónico Israelita de Temuco» en 1916. En aquellos años, Temuco fue uno de los principales destinos de emigración de los judíos de Monastir, junto a Estados Unidos y Palestina.
Además de los sefaradíes, se contabilizaban en Temuco 900 judíos de origen polaco, ruso y ucraniano. También fue la primera ciudad chilena en tener una sinagoga y un club israelita. Posteriormente, a fines de la década de 1940, más de 2000 judíos asentados en Chile emigrarían a la vecina Argentina.

### Judíos escapando de la persecución nazi

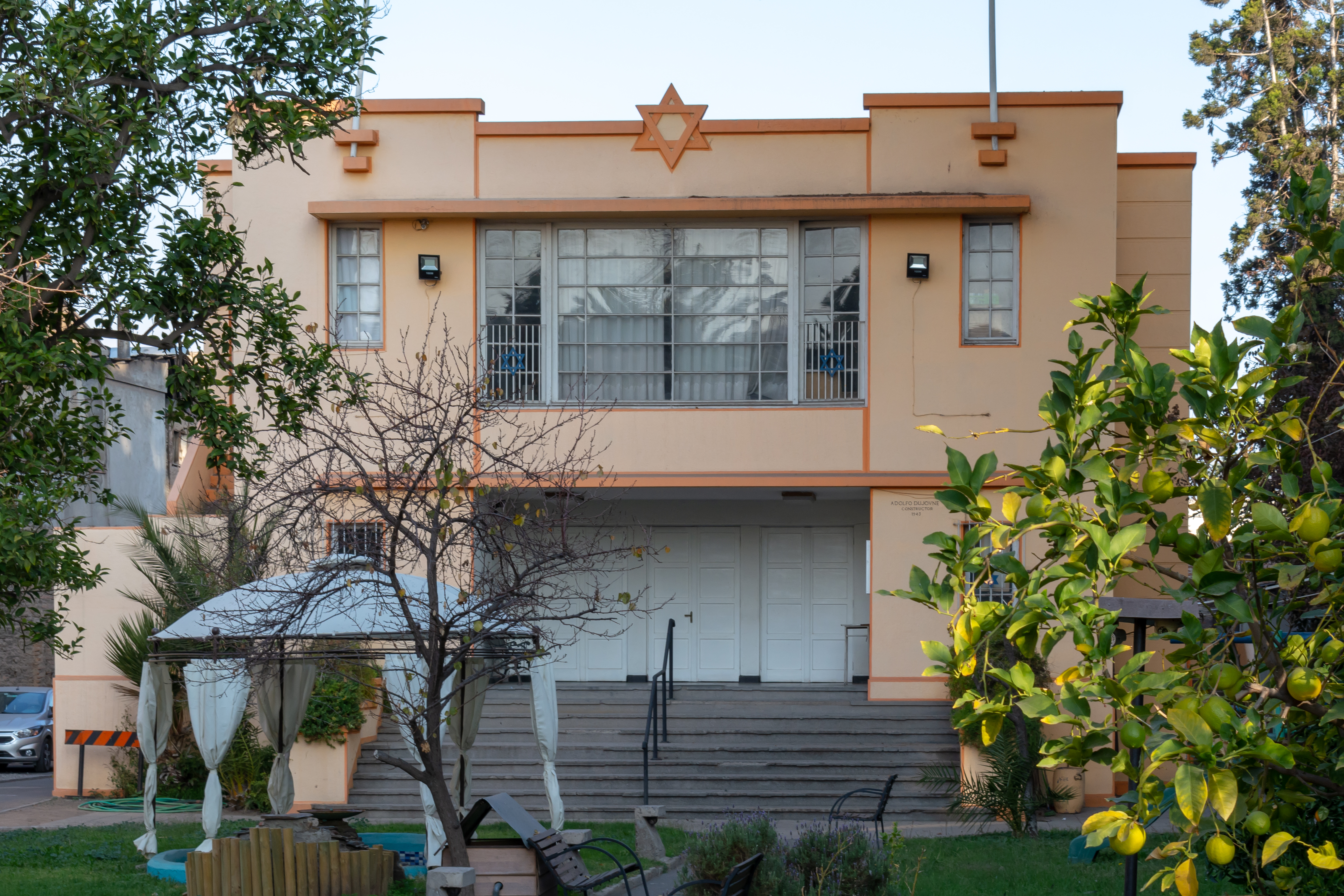
Sinagoga Bicur Joilim, en Santiago.

A partir de 1933 y hasta 1939, un nuevo grupo llegó huyendo de las persecuciones impuestas por el nacionalsocialismo en Alemania, Austria y Checoslovaquia. Al final de la Segunda Guerra Mundial, llegó otro grupo, ahora reducido, de sobrevivientes  de la Shoá en busca de una segunda oportunidad de vida.
Durante el segundo mandato de Arturo Alessandri, entre 1932 y 1938, se restringió la llegada de refugiados judíos que escapaban de Europa, en acuerdo con la comunidad judía en Chile. Dicha restricción se levantó al llegar Pedro Aguirre Cerda a la presidencia, lo cual favoreció el arribo de un gran número de refugiados.En febrero de 1937 se publicó el primer ejemplar de Dos Yidische Wort, el primer periódico de la comunidad judía en Chile. Escrito inicialmente en yidis y luego bilingüe en castellano, siendo renombrado como La Palabra Israelita a partir de 1945.
En 1939, se hizo público que funcionarios de la cancillería realizaban cobros ilegales a los refugiados judíos, para tramitar su ingreso al país, lo que generó un gran escándalo y provocó la renuncia del ministro de Relaciones Exteriores, Abraham Ortega Aguayo. En 1941, se decretó la prohibición de ingreso de población judía en Chile, la cual se mantuvo hasta 1945.
La comunidad judía de habla alemana de aquel entonces fundó la comunidad «Bnei Yisroel» y construyeron una primera sinagoga en calle San Diego, en Santiago Centro, templo que funcionó hasta 1944 y posteriormente debido a un incendio, la comunidad se trasladó a un templo que edificaron en la avenida Portugal y que operó desde 1950 hasta 1988, cuando se mudaron a la comuna de Vitacura.

## Situación actual

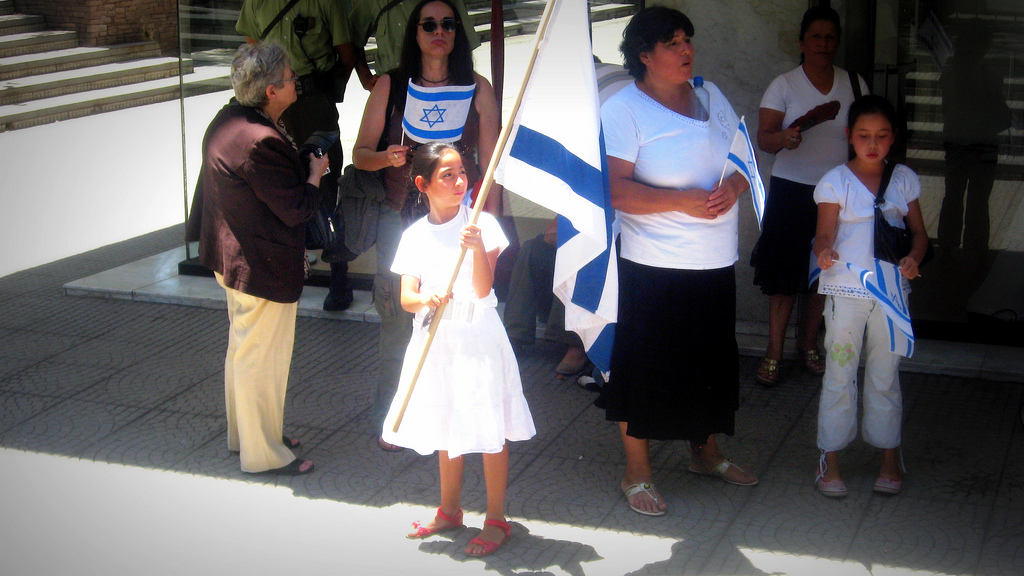
Niña chilena sosteniendo la bandera de Israel en Santiago como muestra de solidaridad con el Estado de Israel.

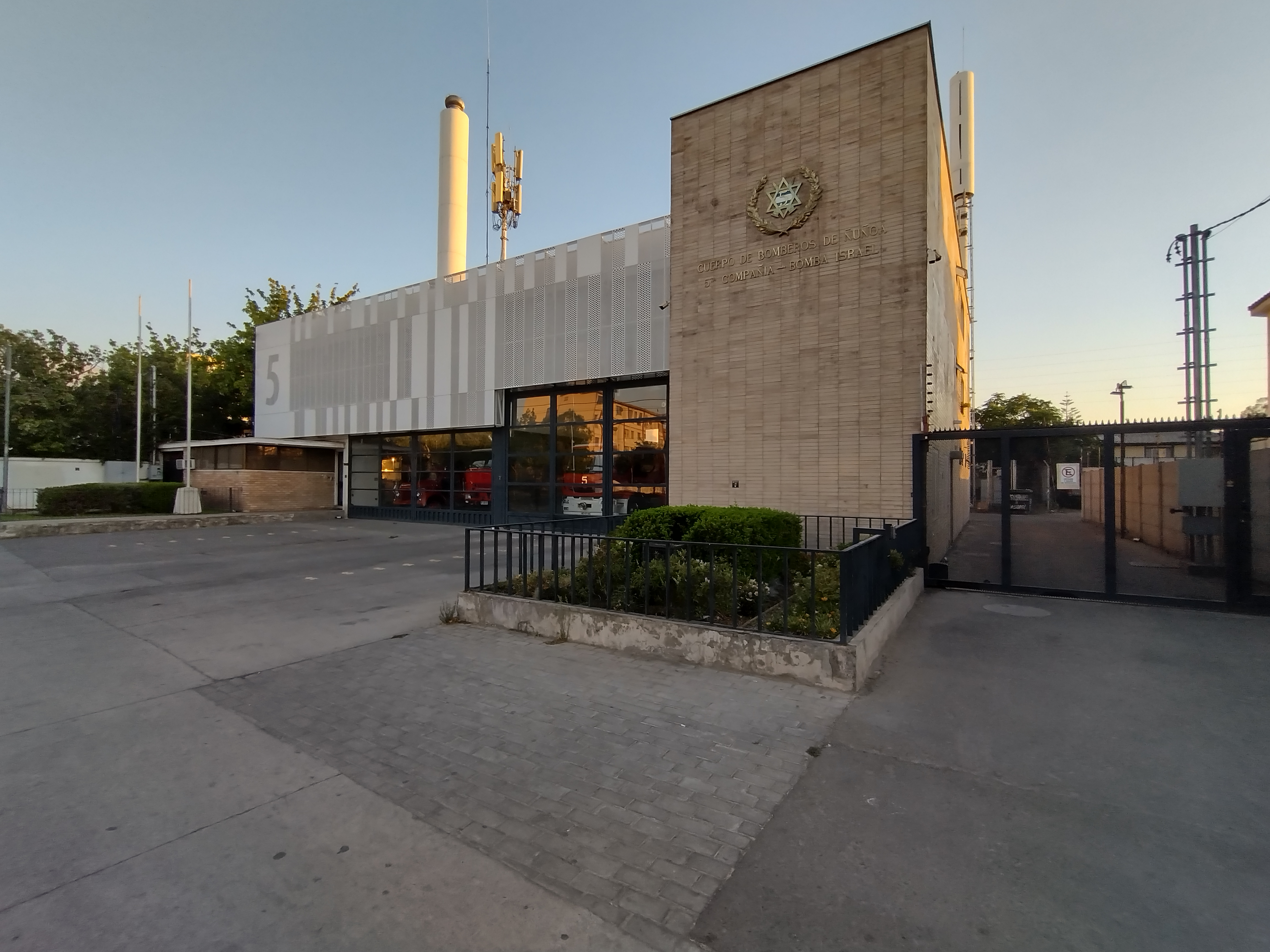
Cuartel de la «Bomba Israel», 5° Compañía del Cuerpo de Bomberos de Ñuñoa

La actual presidenta de la comunidad judía en Chile es Ariela Agosin, siendo la primera mujer en detentar dicho cargo. Actualmente, la comunidad judía tiene varias sinagogas y centros comunitarios, dos colegios en Santiago y uno en Viña del Mar, un policlínico público en Nataniel, barrio en el que vivieron los inmigrantes en sus inicios; dos hogares de ancianos; dos estadios israelitas (en Santiago y Viña del Mar); dos compañías de bomberos "Israel" en Ñuñoa y Valparaíso. De acuerdo al International Jewish Cemetery Project, se encuentran documentados tres cementerios judíos en el país, en Providencia, Temuco y Valparaíso. Asimismo, el Cementerio Israelita de Recoleta, es uno de los primeros y de mayor tamaño de este tipo en el país. 
La comunidad judía en Chile fluctúa en la actualidad entre los 28 000 miembros, cifras algo menores si se comparan a las de 1970, cuando la comunidad judía fluctuaba entre 28 000 y 35 000 miembros. A pesar de ello, la comunidad judía en Chile sigue siendo la tercera mayor comunidad en Sudamérica, detrás de las de Argentina y Brasil. Entre sus miembros, destacan premios nacionales, médicos, empresarios, artistas, abogados y políticos, entre otros.
En el barrio santiaguino de Quinchamalí, ubicado en la comuna de Las Condes, se estableció una comunidad judía ortodoxa que preserva sus propias tradiciones al estilo de una judería, donde además se ubica la sinagoga Jafetz Jaim.
En 2012 fue nombrado por el presidente Sebastián Piñera el rabino Eduardo Waingortin como el primer capellán judío de la Capilla del Palacio de La Moneda.
En 2013, se inauguró en Talca una januquiá gigante en honor a la comunidad judía.
En noviembre del 2014 se inaugura dentro de las instalaciones del Círculo Israelita de Santiago en Lo Barnechea el Museo Judío de Chile. El museo es gratuito y cuenta con un recorrido de Historia del Pueblo Judío y otro del Holocausto/Shoá; mientras que por su parte, la Comunidad NBI fundó el Museo Judío Alemán de Santiago en agosto de 2018. En 2016 fue inaugurado el Archivo Judío de Chile (AJCL), una institución sin fines de lucro que busca preservar la documentación y material audiovisual de la cultura judía en el país. Fue declarado como Monumento Histórico Nacional en 2022.
De acuerdo al reporte del último censo en Chile realizado el 2024, se contabilizaron 28 153 chilenos practicantes del judaísmo, sin considerar a la población judía en Chile menor de 15 años ni a judíos étnicos que no practican la fe judía.